# My Little Coffee: coffeehouse & roasters
My Little Coffee是香港一家咖啡豆專門店。

## 成立背景
該咖啡店於2015年7月25日在尖東開業。在成立三年前，在旺角開業的My Little Coffee，以售賣咖啡沖煮工具、自家烘焙咖啡豆為主。
三年後，在尖東開設咖啡店，店名後註有coffeehouse & roasters，以宣傳店內大部分的咖啡豆是自家烘焙。以咖啡和食物作主打，兼售賣咖啡豆及沖煮工具。在2018年5月27日，由於尖東店的租務問題，而搬往荃灣繼續營業。

## 特色
據媒體報導，該店以手沖咖啡作賣點，並供應10款咖啡豆。使用日本KONO出產的手沖滴漏咖啡濾杯，其底部排水孔直徑較細，杯內的條狀較短，能減低咖啡萃取速度；配合KONO滴水式注水法，讓咖啡粉吸水時間較久，同時可減少酸、苦味。
店內有一半員工是聾人。該咖啡店老闆接受訪問時指出，工作崗位不分聾健，並願意花額外時間和資源去培訓聾人成為咖啡師。有聾人員工透過慈善機構「龍耳」獲聘為洗碗工，之後獲培訓成為聾人咖啡師。該慈善機構「龍耳」指出，僱主能視員工為家人般看待，設身處地照顧員工的需要，建立深厚的感情，實屬難得，也是對聾人社群的一大支持。

## 外部連結
- My Little Coffee: coffeehouse & roasters的Facebook專頁(假日市集、咖啡到會)
- My Little Coffee的Facebook專頁（页面存档备份，存于）(旺角店)
- My Little Coffee的Facebook專頁（页面存档备份，存于）(屯門店)
- 龍耳電視訪問︰識飲識食手語行－聾情蜜意（页面存档备份，存于）